# Adagio for strygere
Adagio for strygere (engelsk: Adagio for Strings) er et arrangement for strygeorkestre af den amerikanske komponist Samuel Barber.
Værket stammer fra den anden sats af hans strygekvartet opus 11. Barber skrev arrangementet færdigt i 1936, samme år som han komponerede kvartetten. Det fremførtes for første gang 5. november 1938 af NBC Symphony Orchestra, dirigeret af Arturo Toscanini.
Adagio for strygere er hyppigt anvendt i film og tv samt i andre sammenhænge. Det er blandt andet med i filmene Elefantmanden (1980), Platoon (1986) og Hammarskjöld (2023). Det blev afspillet, da Franklin D. Roosevelts død proklameredes i amerikansk radio samt ved Albert Einsteins og Grace Kellys begravelser. Endelig har DJ'en Tiësto lavet en coverversion af arrangementet.